# George Lloyd (Komponist)
George Walter Selwyn Lloyd (* 28. Juni 1913 in St Ives (Cornwall); † 3. Juli 1998 in London) war ein englischer Komponist.

## Leben

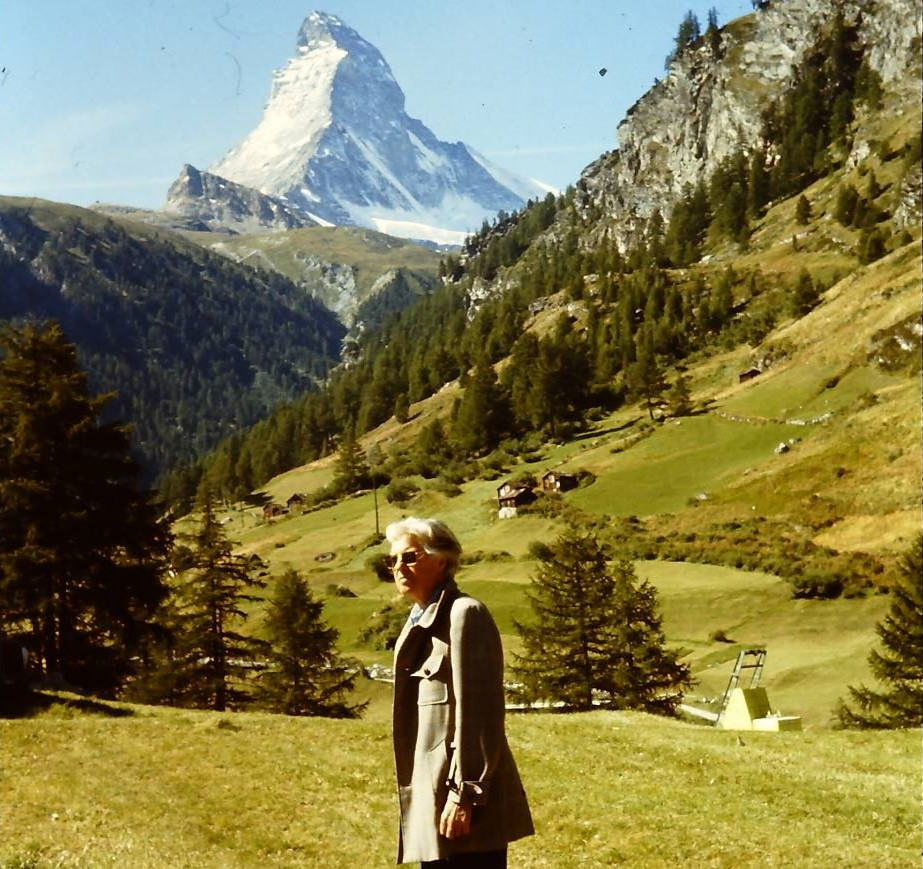
George Lloyd in der Schweiz 1980

Die Eltern von George Lloyd waren beide Musiker: der Vater William Flötist, die Mutter spielte mehrere Streichinstrumente. Im Alter von 5 Jahren begann er, Violine zu erlernen, und mit 10 Jahren, zu komponieren. Die Familie übersiedelte später nach London, wo George privat Unterricht in Komposition bei Harry Farjeon sowie in Kontrapunkt bei C. H. Kitson erhielt. Frühe kompositorische Erfolge errang er mit den Opern Iernin (1934) und The Serf (1938). 1936 lernte er in der Schweiz Nancy Juvet kennen, die er 1937 heiratete.
Einen gravierenden Einschnitt für Lloyd bedeutete der Zweite Weltkrieg. 1941/42 war er im Dienst der Royal Navy in arktischen Gewässern auf Patrouilleneinsatz. 1942 wurde auf der Fahrt nach Murmansk das Schiff Trinidad, auf dem er diente, von einem eigenen Torpedo (Kreisläufer) getroffen, wobei es zahlreiche Todesopfer gab. Lloyd konnte sich retten, erlitt jedoch eine schwere Kriegsneurose, von der er sich nur sehr langsam erholen sollte. Während der Rekonvaleszenz hielt er sich 1945 bis 1948 in der Schweiz auf (wo seine 4. und 5. Sinfonie entstanden), kehrte dann nach Cornwall zurück und übersiedelte schließlich in das ländliche Dorset, wo er mit seiner Frau zuerst Nelken-, dann Pilzzucht betrieb, aber auch wieder vermehrt komponierte. Im höheren Alter wurde ihm wieder zunehmende Anerkennung zuteil; so setzte sich beispielsweise der Pianist John Ogdon für seine Klavierkonzerte ein. Ab 1984 trat er auch wieder als Dirigent eigener Werke in Erscheinung. Etliche seiner Werke wurden von den Labels Lyrita und Albany Records aufgenommen.

## Werk
Die Werke Lloyds stehen in der Tradition der englischen Spätromantik (obwohl er keine Sympathie für die Englische Schule, ausgenommen Elgar und Ireland äußerte), sind der Tonalität verpflichtet, farbig instrumentiert und überwiegend leicht zugänglich (was ihm auch den Vorwurf einer gewissen Banalität der thematischen Erfindung einbrachte). Lloyd bewunderte besonders die melodischen Einfälle und Verläufe bei Verdi und Puccini.
Lloyd komponierte unter anderem 12 Sinfonien (1932–1993), 7 Solokonzerte (darunter vier Klavierkonzerte) und 3 Opern sowie zahlreiche Werke für Bläserensemble. Seine Symphonic Mass für Chor und Orchester wurde 1993 mit großem Erfolg uraufgeführt. Sein letztes Werk war ein Prinzessin Diana gewidmetes Requiem für Chor, Orgel und Countertenor (1998).